# Huévar del Aljarafe
Huévar del Aljarafe är en kommun i Spanien.   Den ligger i provinsen Provincia de Sevilla och regionen Andalusien, i den sydvästra delen av landet, 400 km sydväst om huvudstaden Madrid. Antalet invånare är 2 723. Arean är 58 kvadratkilometer.
Terrängen i Huévar del Aljarafe är huvudsakligen platt.